# Norialsus pretoriae
Norialsus pretoriae är en insektsart som först beskrevs av Synave 1956.  Norialsus pretoriae ingår i släktet Norialsus och familjen kilstritar. Inga underarter finns listade i Catalogue of Life.